# كاش يو
شركة كاش يو (بالإنجليزية: CASHU) هي محفظة إلكترونية تسمح للمستخدم بالدفع وتحويل المال عبر الإنترنت، وإصدار بطاقات ماستركارد الافتراضية والبلاستيكية مسبقة الدفع. وقد تم تأسيس الشركة من قبل شركة مكتوب («مجموعة جبار للإنترنت» حالياً) في تموز (يوليو) من عام 2002، ويقع مقرها الرئيسي في جزر فيرجن البريطانية.
تُعد كاش يو الأولى والرائدة في منطقة الشرق الأوسط وشمال أفريقيا في مجال التكنولوجيا المالية، بخدمتها أكثر من 2.5 مليون مستخدم في المنطقة، وتوفرها لدى أكثر من 7,000 متجر إلكتروني، وأكثر من 300,000 نقطة بيع لشحن رصيد المحفظة الإلكترونية، مما يساعد التجار على تطوير أعمالهم والوصول لملايين المشترين على الإنترنت في منطقة الشرق الأوسط وشمال أفريقيا.
لقد تم بناء كاش يو كمنصة للدفع بشكل متوافق مع أنظمة مكافحة الاحتيال وغسيل الأموال الأحدث والأكثر تطوراً، وذلك للحد من المخاطر المرتبطة بعمليات الدفع التي تتم على شبكة الإنترنت لكل من المشترين والبائعين، مما يسمح بمشاركة المستهلك بشكل أوسع وأسرع وأكثر أماناً في التجارة الإلكترونية.
بالإضافة لمقر الشركة الرئيسي الذي يقع في جزر فيرجن البريطانية؛ تملك الشركة مكتباً في العاصمة الأردنية، عمّان، ومكتباً في القاهرة، جمهورية مصر العربية، تتم من خلالهما إدارة وسير كافة عمليات كاش يو.

## تاريخ كاش يو
أدى النجاح المتواصل لشركة مكتوب إلى رغبة الشركة بإطلاق أعمال إلكترونية جديدة، كان أولها في عام 2002 عندما أُطلقت كاش يو كوسيلة دفع على الإنترنت بديلة عن استخدام بطاقات الائتمان، اعتُبرت الأولى من نوعها في منطقة الشرق الأوسط وشمال أفريقيا.
في 25 آب (أغسطس) 2009، أعلنت شركة ياهو! عن إبرامها اتفاقية للاستحواذ على شركة مكتوب في صفقة تجاوزت قيمتها 85 مليون دولار. وبحسب الاتفاق بين الشركتين، انفصلت باقي خدمات شركة مكتوب التي تضم كاش يو، و«سوق.كوم»، و«عربي»، و«تحدي»، لتكون جزءاً من شركة جديدة سُميت «مجموعة جبار للإنترنت»، استمر مؤسس مكتوب «سميح طوقان» بإدارتها.
وفي عام 2012، تم إدراج كاش يو تحت مظلة مجموعة شركات سوق.كوم التي ضمت حينها «سوق.كوم» و«سكّر» و«رن تو سبورت» وشركة «كيو إكسبرس» للشحن والتوصيل؛ وذلك نتيجة لاستحواذ شركة «ناسبرز ليميتد» (Naspers Ltd.) على حصة الأقلية من أسهم كل من «سوق.كوم» وكاش يو.
وفي حين استمرت «سوق.كوم» بالتركيز على النمو في مجال أعمال التجارة الإلكترونية، نمت كاش يو في استراتيجيتها وبدأت بالابتعاد عن رؤية «سوق.كوم»؛ خاصة وأن الأنظمة وشروط الامتثال للدفعات الإلكترونية بشكل عام وللمحافظ الإلكترونية بشكل خاص لا تزال بمرحلة التطوير في المنطقة، ولهذا كان من المهم لـ كاش يو الخروج من مجموعة «سوق.كوم».
لاحقاً في عام 2013، أطلقت كاش يو منصة جديدة للدفع على الإنترنت، هي «بيفورت» (PAYFORT)، خصيصاً لنشر شبكة دفع آمنة مبنية باستخدام أحدث تقنيات الوقاية من الاحتيال ومكافحة عمليات غسيل الأموال وأكثرها تطوراً، والقضاء على المخاطر المرتبطة بعمليات الدفع على الإنترنت بشكل كامل لكل من المشترين والتجار. وقد تم تصميم منصة «بيفورت» للتقليل من مخاطر التسوق عبر الإنترنت بشكل منافس للمنصات العالمية أمثال «باي بال» (PayPal).
وفي شهر كانون الأول (ديسمبر) 2015، قامت إدارة كاش يو بشراء كاش يو في أول صفقة استحواذ إداري تحدث في الشرق الأوسط مدعومة من قبل راعٍ مالي، برؤى تتماشى تماماً مع رؤى البنوك المركزية في المنطقة، لتطوير مجتمعات غنية عن استخدام العملات النقدية في معاملاتها.

## التنظيم والترخيص
في شهر كانون الثاني (يناير) من عام 2016، بدأت كاش يو مرحلة بارزة في مسيرتها من خلال ترحيل أعمالها إلى سنغافورة، وتمت الموافقة عليها للعمل كمنشأة مقدمة لخدمات القيمة المخزنة (Stored Value Facility) من قبل سلطة النقد في سنغافورة. وبهذا، تعين على جميع عملاء كاش يو من تجار ونقاط بيع ومستخدمين تزويد كاش يو بسجل كامل لوثائقهم التعريفية فيما يتناسب مع قوانين «اعرف عميلك» ويتوافق مع قواعد ولوائح سلطة النقد في سنغافورة، وتُعد هذه خطوة كبيرة نحو تنظيم الأعمال الأساسية لكاش يو. وللقيام بذلك، استثمرت كاش يو بكثافة في تكنولوجيا الامتثال والمخاطر، لتقدم مفهوم «اعرف عميلك» لأول مرة منذ إنشائه.
وعلى الرغم من أهمية هذه الخطوة لكاش يو، إلا أن ذلك قد تسبب في خسارة فورية في الأعمال وقلق لسلطات المملكة العربية السعودية، التي لم تشعر بارتياح لمشاركة هوية المواطن مع جهة غير منظمة في المملكة. وبناءً على ذلك، قامت مؤسسة النقد العربي السعودي بحظر موقع كاش يو على الإنترنت في 28 كانون الثاني (يناير) 2016.
في 1 حزيران (يونيو) 2016، تم الإعلان عن شراكة بين كاش يو وبنك نور في الإمارات العربية المتحدة وشركة ماستركارد، لإطلاق أول بطاقة ماستركارد افتراضية مسبقة الدفع في المنطقة، معتمدة من قبل البنك المركزي لدولة الإمارات العربية المتحدة. ومنحت هذه الشراكة كاش يو موافقة قانونية للعمل في الإمارات كشركة للتكنولوجيا المالية بالتعاون مع بنك نور.
وفي 10 تشرين الأول (أكتوبر) 2016، أعلن بنك البلاد في المملكة العربية السعودية عن دخوله في شراكة إستراتيجية مع كاش يو لتطوير منتجات وخدمات دفع مبتكرة في المملكة العربية السعودية، وقد سمحت هذه الشراكة مع بنك البلاد لكاش يو باستئناف عملياتها في المملكة قبل نهاية عام 2016، حيث أنها استوفت متطلبات مؤسسة النقد العربي السعودي.
وفي تشرين الأول (أكتوبر) 2017، أكملت كاش يو وبنك البلاد متطلبات الامتثال لمؤسسة النقد العربي السعودي، وحصلت على موافقتها للعمل في المملكة العربية السعودية. وأصدر بنك البلاد خطاباً إلى كاش يو يسمح لها بالعمل في المملكة وفقًا لذلك.

## خدمات كاش يو

### المحفظة الإلكترونية (The e-Wallet)
يمكن لمستخدمي كاش يو إجراء العمليات الشرائية على أكثر من 7,000 موقع إلكتروني مختلف على الإنترنت؛ مثل مواقع التجارة الإلكترونية وألعاب الإنترنت والمنصات الاجتماعية ومواقع التعليم الإلكتروني وغيرها؛ وذلك دون الاضطرار لدفع أية رسوم لفتح حساب أو أية رسوم سنوية. حيث ينشئ المستخدم حساباً مجانياً على كاش يو، ليقوم بعدها بشحن رصيده بالمبلغ الذي يحتاجه بأكثر من طريقة؛ من ضمنها استخدام كوبونات التعبئة من كاش يو البلاستيكية والافتراضية، المتاحة لدى أكثر من 300,000 نقطة بيع منتشرة في معظم مناطق دول الشرق الأوسط وشمال أفريقيا، أو استخدام البطاقات الائتمانية، أو من خلال الشحن المباشر من رصيد هاتفه الخلوي، أو عبر نقاط بيع تابعة لشركات مختلفة.

### البطاقة الافتراضية مسبقة الدفع
هي بطاقة ماستركارد افتراضية ومدفوعة مسبقاً، تمنحها كاش يو لمستخدميها بالتعاون مع شركة ماستركارد وأكبر البنوك في المنطقة. وتمنح البطاقة المقبولة والمعتمدة عالمياً مستخدمي كاش يو وسيلة آمنة للدفع على أي موقع على شبكة الإنترنت يقبل الدفع باستخدام بطاقات ماستركارد.

### البطاقة البلاستيكية مسبقة الدفع
هي بطاقة سحب مباشر من الرصيد أو بطاقة مدين، مربوطة بشكل مباشر بالمحفظة الإلكترونية التي يملكها المستخدم، تمكّن مستخدمي كاش يو من الدفع لدى جميع نقاط البيع التي تقبل الدفع باستخدام بطاقات ماستركارد، بالإضافة إلى السحب النقدي من أجهزة الصراف الآلي.

### التحويل بين المحافظ الإلكترونية
تمكّن هذه الخدمة مستخدمي كاش يو من إرسال واستلام الأرصدة بين محافظهم الإلكترونية محلياً ودولياً.

### الحوالات المالية
هذه الخدمة تسمح للمستخدمين بتحويل الأموال من محافظهم الإلكترونية إلى أي شخص، مع إمكانية استلام هذه الحوالات بشكل نقدي عبر شركات الصرافة المعتمدة.

### دفع الفواتير
خدمة متاحة عبر محفظة كاش يو الإلكترونية، تمكّن المستخدمين من دفع فواتيرهم محلياً ودولياً، بالتعاون مع شركات فوترة محلية في دول مختلفة حول العالم.

## شبكة البائعين
قامت الشركة بإنشاء شبكة واسعة من بائعين ذو مصداقية عالية من خلال خبرتها وتعاملها، ومن خلال ذلك توفير تم الخدمة لعملائها في أنحاء العالم العربي والشرق الأوسط.

## وصلات خارجية
- الموقع الرسمي